# Zárate

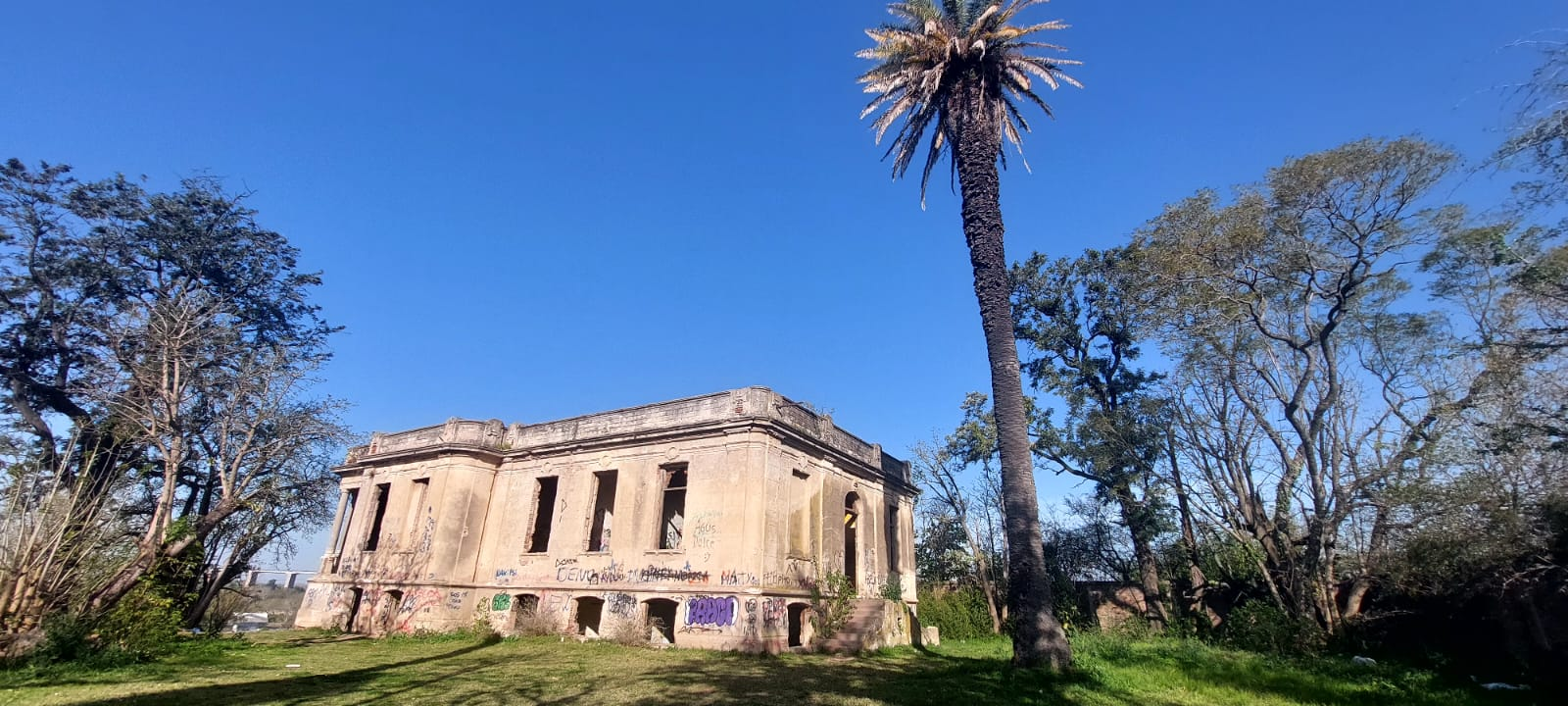
Mansión Güerci.

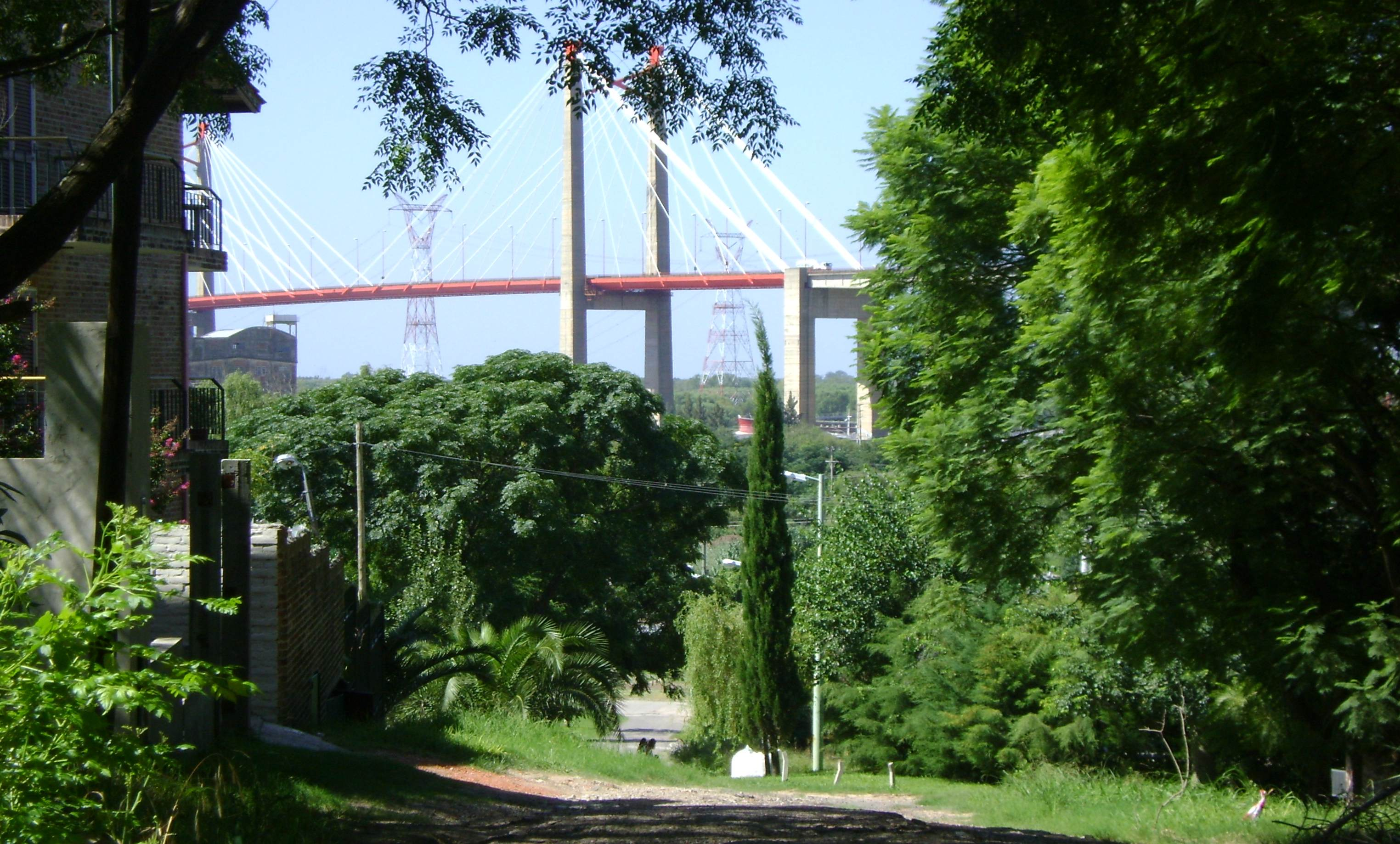
Puente Zárate Brazo Largo desde Smithfield.

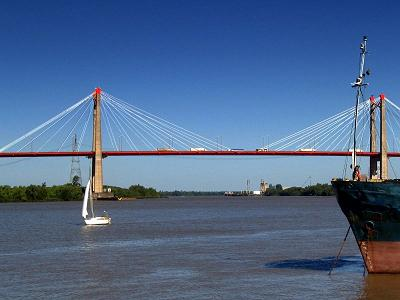
Puente Zárate Brazo Largo.

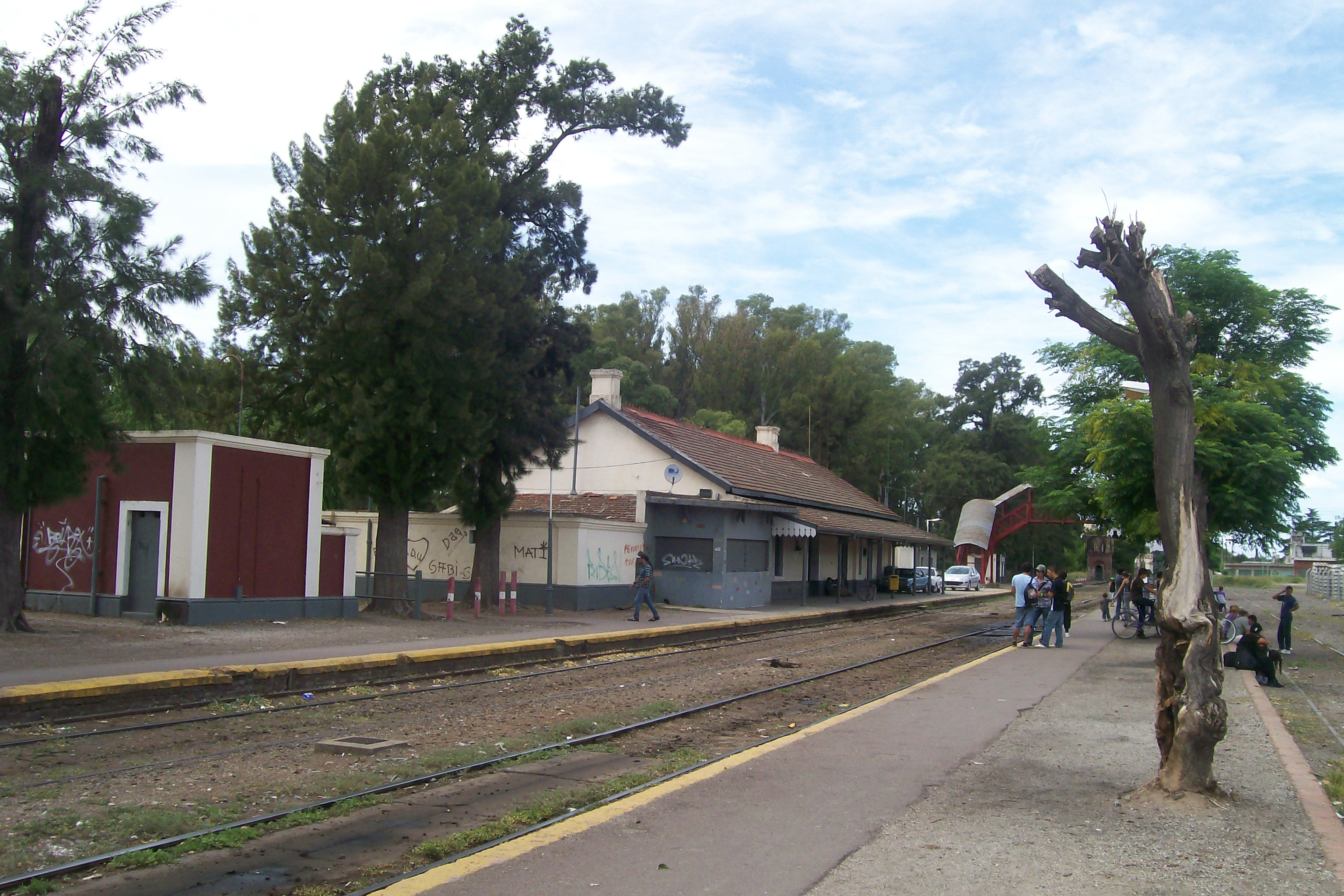
Estación Zárate (Mitre).

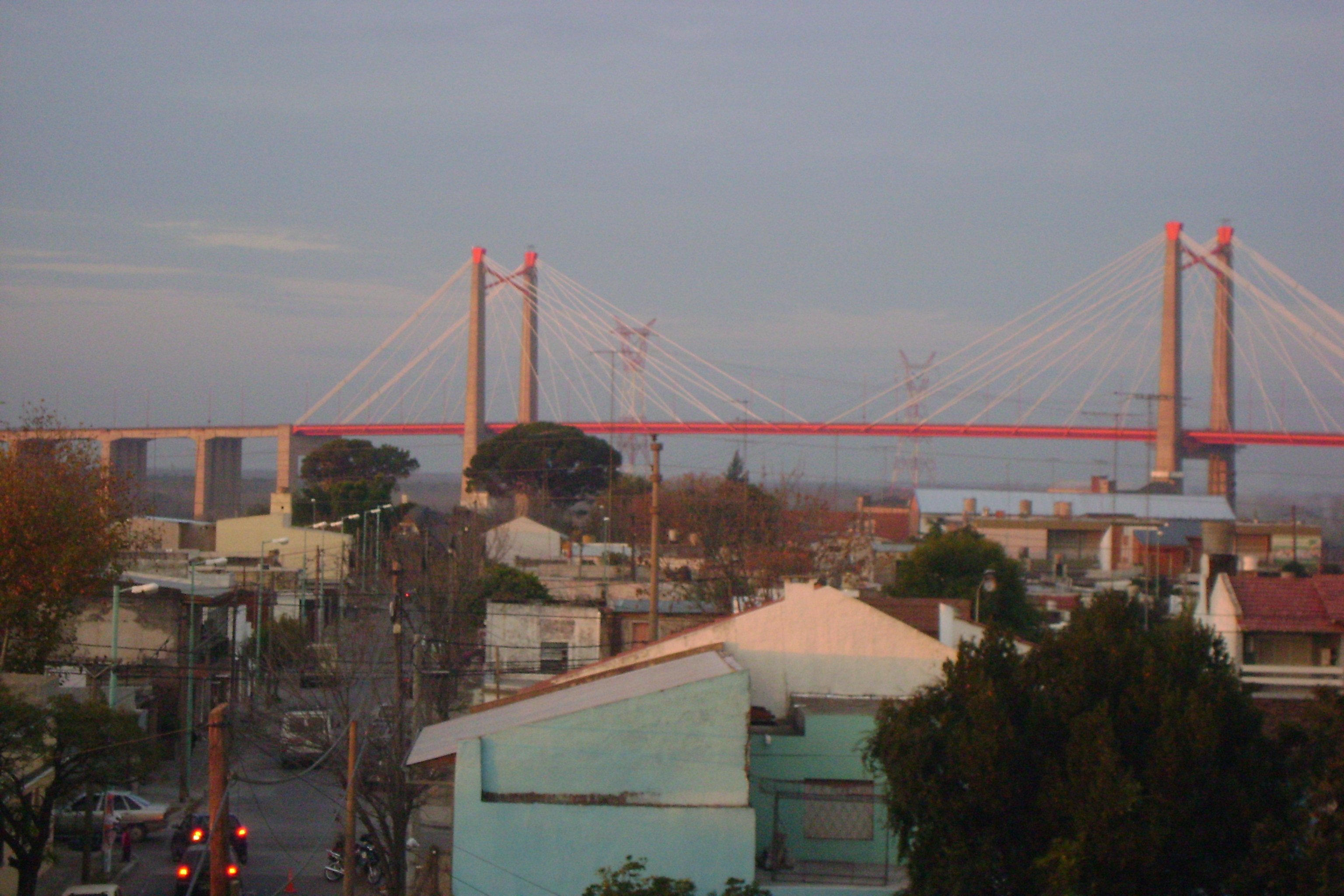
Vista parcial de Zárate.

Zárate es una ciudad argentina, cabecera del partido homónimo, ubicada en la provincia de Buenos Aires. Se sitúa sobre la ribera del río Paraná y se puede acceder a ella mediante la Autopista Buenos Aires - Rosario, las rutas nacionales 12 y 193 y la ruta provincial 6. Desde la promulgación, a fines de 2009, de la Ley provincial N.º 14091 es conocida como la "capital provincial del tango".
Está ciudad es parte del conglomerado urbano conocido como área metropolitana de Buenos Aires (AMBA). Esta localidad se encuentra a 75 km de su acceso más cercano a la Ciudad Autónoma de Buenos Aires y a 90 km hacia el noroeste del centro de la capital argentina.
Desde el 28 de junio de 1932, tanto la ciudad como el partido llevaron el nombre de "General José F. Uriburu", por disposición de una ley promulgada por el poder legislativo de la provincia y que fue derogada el 3 de julio de 1946.

## Población
Cuenta con 109 443 habitantes (Indec, 2022), lo que representa un incremento del 11,1% frente a los 98 522 habitantes (Indec, 2010) del censo anterior. Junto con la ciudad de Campana forman un aglomerado urbano que cuenta con 207 434 habitantes (Indec, 2022).
| Gráfica de evolución demográfica de Zárate entre 1960 y 2022 |
|                                                              |
| Fuentes: INDEC                                               |

## Puentes
Una de las estructuras más importantes de la ciudad de Zárate es el Puente General Bartolomé Mitre sobre el Río Paraná de las Palmas
El Complejo Ferrovial Zárate - Brazo Largo es la principal vía de comunicación entre el sur de la provincia de Entre Ríos y el norte de la de Buenos Aires, en Argentina. Este complejo tiene como figuras salientes dos puentes atirantados que se encuentran a unos 30 km de distancia entre sí, y que cruzan los ríos Paraná de las Palmas y Paraná Guazú. Este complejo fue declarado bien de interés histórico nacional en 2008.1
Habilitado al tránsito el 14 de diciembre de 1977, el nombre oficial del complejo a partir de 1995 pasó a ser Complejo Unión Nacional. Sin embargo, se lo conoce popularmente con su antiguo nombre, el cual se debe a que conecta la ciudad de Zárate —en la provincia de Buenos Aires— con el paraje Brazo Largo —en Entre Ríos—. La mayor parte de este complejo, arteria principal del Mercosur, está construido en el partido de Zárate, más precisamente en el tramo carretero que va desde el Paraná de las Palmas hasta el arroyo Águila negra, casi llegando al Paraná Guazú. Ambos puentes fueron diseñados por Fabrizio de Miranda. El puente que atraviesa el Paraná de las Palmas lleva el nombre de General Bartolomé Mitre, mientras que el que cruza el Paraná Guazú se llama Justo José de Urquiza. Por su parte, las vías férreas forman parte del Ferrocarril General Urquiza, mientras que la carretera forma parte de la Ruta Nacional 12.

## Historia
En tiempos anteriores a la conquista, las tierras estaban ocupadas por diversas naciones: guaraníes, pampas y distintos grupos guaycurúes. Los primeros habitaban en su mayoría las islas del delta y los segundos la llanura pampeana. Se ha llegado a constatar arqueológicamente presencia humana en Zárate hace 700 años en el yacimiento de isla Talavera. Lo que hace de la ciudad un punto significativo en la historia de los pueblos originarios del delta del norte bonaerense.
Una vez realizada la conquista, luego de la fundación de Buenos Aires, las tierras fueron repartidas en mercedes a lo largo de la costa del Paraná. Los primeros dueños españoles no llegaron a explotarlas productivamente en forma suficiente, por lo que la mayor parte de las tierras pasó a manos de los jesuitas, que iniciaron explotaciones agropecuarias. Estos lograron establecer un importante centro de producción en la región. Finalmente, fueron expulsados por Carlos III en 1767.
Todas las tierras del territorio estaban integradas en dos propiedades: la de Gonzalo de Zárate, hacia fines del siglo XVII; y la Estancia de Areco, de José Antonio de Otálora, a fines del siglo XVIII, en lo que hoy es la localidad de Las Palmas. A mediados del siglo XVIII, dada la distancia con la iglesia parroquial ubicada en la actual San Antonio de Areco, Pablo de Zárate fundó un oratorio público en el Rincón de las Palmas, llamado también Rincón de Zárate o Rincón de la Pescadería o Pescadería.
Los herederos de Gonzalo de Zárate vendieron las tierras a los hermanos Pedro y José Antonio Anta, encargados de realizar un importante desarrollo de la actividad agropecuaria en la zona a principios del siglo XIX.
No fue hasta 1825 que los hermanos Anta vendieron parte de sus tierras en la ribera del río Paraná a Rafael Pividal, «con el expreso fin de establecer el pueblo denominado de 'Zárate'». Hasta ese momento, la escasa población de la zona estaba asentada en las orillas del río, sobre ranchos de adobe. Las obras de trazado del pueblo estuvieron a cargo del agrimensor Manuel Eguía que fue aprobado el 27 de enero de 1827.
El 19 de marzo de 1854 se creó el partido de Zárate, separándolo de la administración de Exaltación de la Cruz. Para ese año la población se aproximaba a 1800 personas. Todavía las casas de ladrillos eran pocas y no existía alumbrado público. El primer procurador municipal fue Gregorio José de Quirno a quien le sucedió, en 1856, el hacendado Manuel José de la Torre y Soler, cuya antigua vivienda aún existe y en ella funciona el Museo y Archivo Histórico Municipal de Zárate: "La Quinta Jovita".
A partir de los años 1880 Zárate se ve involucrada en el Proyecto del 80 como puerto del litoral argentino. Se desarrollaron industrias de elaboración primaria beneficiadas por las dos nuevas líneas de trenes que lo unían con los demás partidos: el Ferrocarril Buenos Aires al Rosario, que pasaría a llamarse Ferrocarril Bartolomé Mitre, y el Ferrocarril Central Buenos Aires, más tarde llamado Ferrocarril General Urquiza. En 1908, se inauguró el Ferry-boat. Por tierra se comunicaba con las ciudades de Baradero, Campana, Capilla del Señor, San Andrés de Giles y San Antonio de Areco.
Hacia 1880, la población ascendía a 2000 habitantes en la parte urbana. La parte central del pueblo estaba formada por 70 ha constituidas por quintas, chacras, calles y plazas. Para esa misma época se reconstruyó el muelle y se delimitó «El Bajo», zona donde se asentaron las funciones de apoyo portuario y las primeras grandes empresas.
En 1890, la población se estimó en 4900 habitantes. Surgió el alumbrado público y el adoquinado de algunas calles.
El 3 de julio de 1909, Zárate adquirió la condición de ciudad. Se formaron nuevos parcelamientos y se siguió edificando en dirección noroeste.
En las décadas de 1930 y 1940 se consolidó el crecimiento de la mano de las industrias papelera y frigorífica. Se realizaron obras públicas importantes que van de la pavimentación a la iluminación eléctrica y servicios sanitarios.
Paralelamente al desarrollo industrial, se generaron importantes movimientos sociales debido a la actividad de los trabajadores de las industrias locales. Se crearon gran cantidad de entidades sociales, cooperativas y gremios, como la Cooperativa Eléctrica (1935), la Biblioteca del Círculo Popular (1922) y la Biblioteca José Ingenieros (1933), gracias a la labor de dirigentes  socialistas como Moisés Lintridis, Israel Marajovsky, Julio M. Nocetti, Ángel Rossi, Luis Henricot o Rodolfo del Piano.
Otras entidades importantes fueron el Sindicato de Obreros Frigoríficos y Anexos, fundado en 1928, y el Sindicato de Obreros de la Industria del Papel (1932). Destacados dirigentes del Sindicato Frigorífico en Zárate, como José Peter y Cipriano Reyes, años más tarde alcanzaron trascendencia nacional.
Otros participaron activamente en la política local, como Luis Di Paolo, Bartolomé Reniboldi, Ángel Rossi, Francisco Bugatto o Carlos Miner.
El 24 de junio de 1932, una ley provincial impulsada por el diputado Luis Guerci, la ciudad y el partido de Zárate recibieron el nombre de Teniente General José Félix Uriburu, situación que se sostuvo hasta el 13 de junio de 1946, cuando se reestableció su denominación original.
Durante la década de 1960, gracias a la labor de un grupo de profesionales y trabajadores liderados por un abogado zarateño, el Dr. Juan Carlos Deghi, dos antiguas industrias como el frigorífico Smithfield y la fábrica de Químicos Meteor pasarían a convertirse en dos de las cooperativas de trabajadores más importantes de su tiempo: La Martín Fierro y Zárate Ltda., llegando a ser de las primeras en exportar productos e insumos a Europa.
En 1970 se diversificó la producción del sector secundario con la instalación de industrias químicas y la construcción del Complejo Ferrovial Zárate - Brazo Largo.

## Gobierno y política municipal

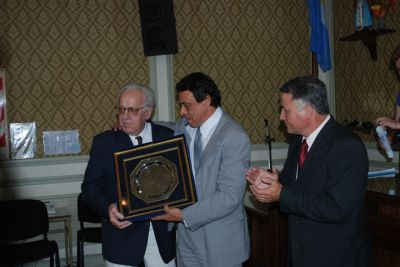
Reconocimiento al ex intendente de Zárate Aldo Arrighi (1983-1995) en el 25º aniversario del retorno de la democracia.

Zárate está gobernada por la coalición de distintos sectores políticos cercanos y dentro del arco progresista. El intendente Marcelo Matzkin es un afiliado macrista. La gestión municipal ganó las elecciones en 2023 por la coalición "Juntos por el Cambio" que está integrado por macristas (PRO), radicales (UCR), aristas (ARI) y radicales en el grupo político GEN, conjuntamente con socialistas (PS).
En 2023 la gestión municipal decidió cambiar su rumbo político, en las elecciones generales del 22 de octubre Marcelo Matzkin fue electo intendente y acompañó con la boleta de concejales en la coalición "Juntos por el Cambio", sucedió a Osvaldo Cáffaro que finalizó su mandato tras 16 años en el cargo.

## Turismo
- Avenida y Paseo Costanera Eduardo Buscaglia.
- Paseo de la Ribera
- Paraje Escalada.
- Islas del Delta.
- Circuito Histórico del "Centro Cívico".
- Circuito Histórico del "Bajo".
- Museo y Archivo Histórico Municipal "Quinta Jovita".
- Museo de Ciencias Naturales Hermanos Carlos y Florentino Ameghino del G.R.E.P. (Grupo Regional de Estudios del Pasado).

## Lugares destacados

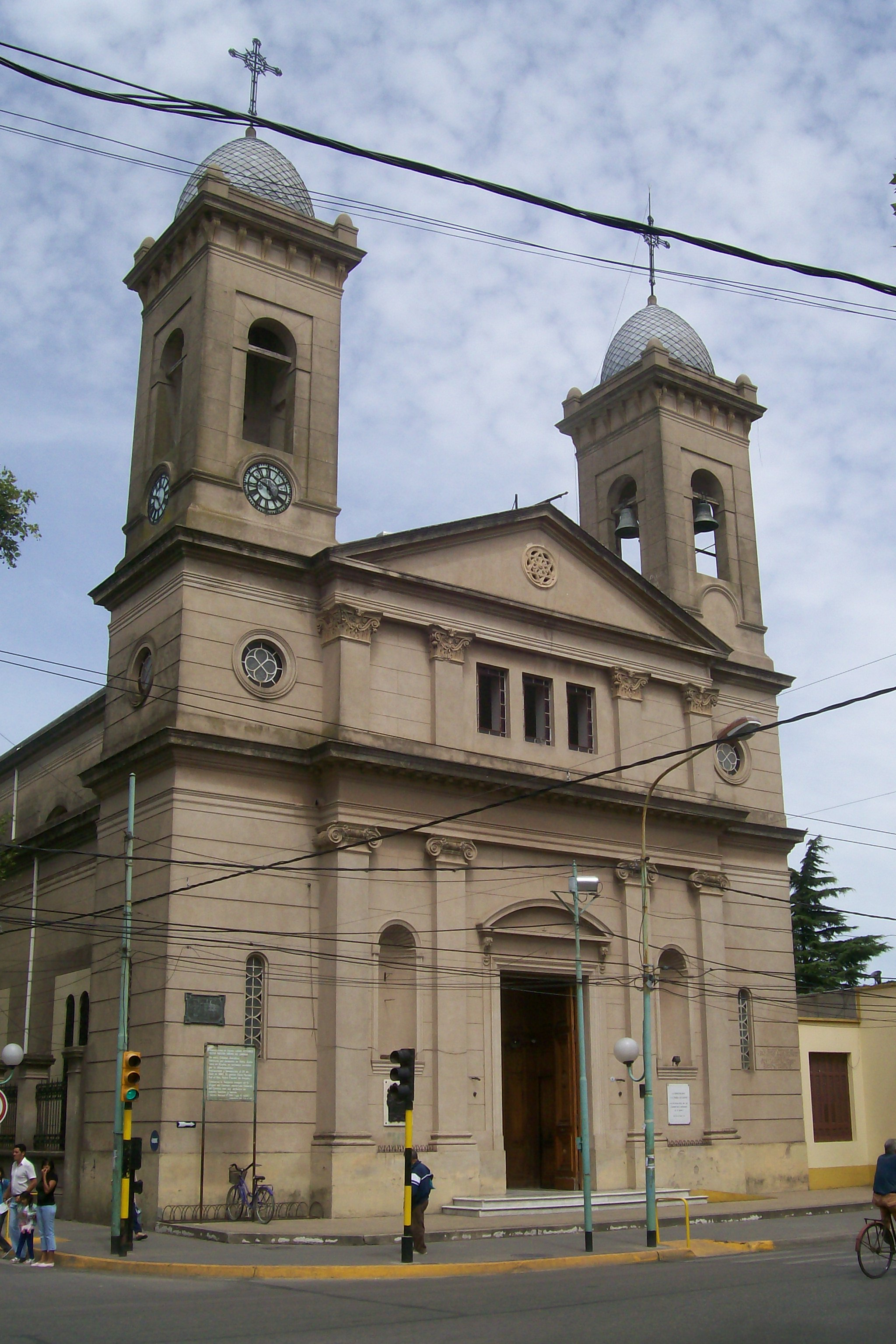
Parroquia Nuestra Señora del Carmen.

- Anfiteatro Plaza Italia Homero Expósito
- Parroquia Nuestra Señora del Carmen
- Barrio Smithfield.
- Barrio Villa Fox
- Barrio Parque La Florida
- Barrio La Esmeralda.
- Barrio Los Ceibos.
- Barrio Villa Massoni
- Barrio Villa Carmencita
- Barrio Centro
- Barrio Villa Angus.
- Base Naval Zárate (ex Arsenal de Artillería de Marina Zárate).
- Monumento a Leandro N. Alem (de interés provincial) en Plaza Mitre.
- Centro de Transferencia[13][14]
- C.G.C. (Centro de Gestión del Conocimiento)[15]
- Círculo Oficiales de Mar (C.O.M.).
- Club Atlético Defensores Unidos.
- Club Náutico Zárate.
- Colegio Nacional de Zárate.
- Country "El Casco".
- Country "Estancia Smithfield".
- Club Belgrano.
- Club Independiente
- Club Central Buenos Aires
- Club Atlético Paraná.
- Club Náutico Arsenal Zárate
- Complejo Ferrovial Zárate-Brazo Largo
- Forum Cultural (enlace roto disponible en Internet Archive; véase el historial, la primera versión y la última).
- Edificio de la ribera Archivado el 28 de julio de 2021 en Wayback Machine.
- La Trinidad Polo Club
- Institutos de Formación de la Prefectura Naval Argentina
- Parque de La Cruz.
- Naranjo Histórico.
- Smithfield Golf Club
- Teatro Coliseo.
- Tenis Club Zárate.
- Hospital Intermedio Municipal René Favaloro (Ex-Unidad de Pronta Atención Zarate)[16][17]

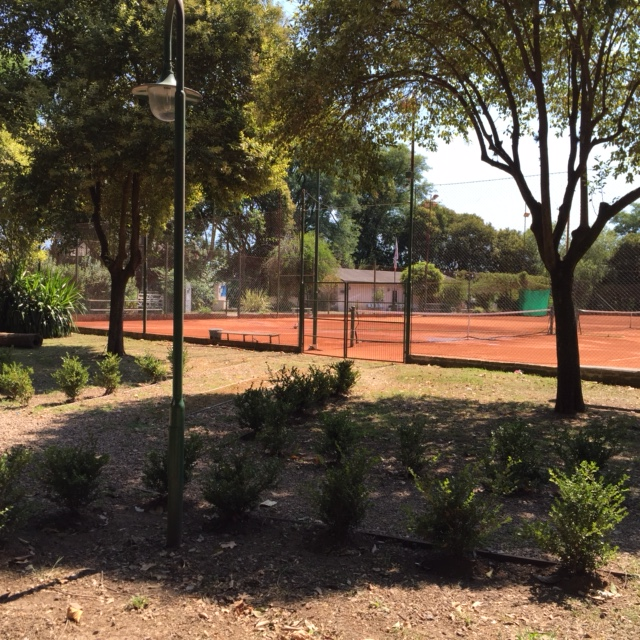
Club situado en el Barrio Smithfield.

## Puerto

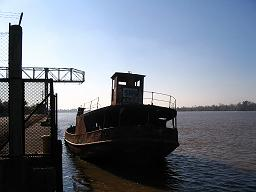
Barco en el puerto de Zárate.

Actualmente, entre los km 102 al 133 del río Paraná de las Palmas, operan diversas terminales pertenecientes a compañías privadas, dedicadas al transporte de hidrocarburos, cereales, automóviles, contenedores y carga proyecto. Entre ellas, Terminal Zárate, perteneciente al Grupo Murchison, es la principal vía de entrada y salida de carga rodada del país.
Existen además instalaciones para embarcaciones deportivas y de recreo. 

## Transporte
- Ferrocarril Mitre - Ramal Villa Ballester - Zárate
- Línea 57
- Línea 194
- Línea 204A
- Línea 228A
- Línea 228C
- Línea 500
- Línea 505

## Parroquias de la Iglesia católica en Zárate
| Diócesis   | Zárate-Campana |
| ---------- | --- |
| Parroquias | Nuestra Señora del Carmen, María de Nazareth, Beata Teresa de Calcuta, Nuestra Señora de Luján, San José Obrero, Nuestra Señora de Fátima |